# Heilig Kruiskerk (Landsberg am Lech)
De Heilig Kruiskerk (Heilig-Kreuz-Kirche) is een rooms-katholiek kerkgebouw in Landsberg am Lech in Beieren. Het gebouw ligt op een hoogte boven de binnenstad en betreft een in 1754 gewijde voormalige jezuïetenkerk. Architect van het gebouw was de lekenbroeder Joseph Ignaz Merani. De voorganger van de huidige uit het jaar 1584 was een van de eerste jezuïtische kerken in Duitsland.
De rococo-inrichting stamt uit het midden van de 18e eeuw. De weelderige beschildering van het interieur is een werk van Christoph Thomas Scheffler en zijn broer Felix Anton Scheffler. Het schilderij van de het hoogaltaar werd in 1758 door Johann Baptist Baader gemaakt en toont de kruisiging van Christus.
De kerk werd ontworpen ten behoeve van het naastgelegen noviciaat (een gebouw voor nieuwe, jonge relieuzen) en het college van de jezuïeten. Ten voorbeeld voor de jonge religieuzen zijn de heiligen van de orde duidelijk aanwezig (Aloysius Gonzaga, Franciscus Xaverius, Ignatius van Loyola, Paulus Miki en zijn Japanse martelaren en Stanislaus Kostka) met voor iedere heilige een aan hem gewijd altaar.
Sinds 1834 werd de kerk een filiaalkerk van de Maria-Hemelvaartparochie.
Aan de noordzijde bevinden zich de oude jezuïetengebouwen (tegenwoordig een bejaardenhuis en een vormingscentrum voor agrariërs) en in het zuiden het voormalige jezuïetengymnasium (tegenwoordig het Nieuwe Stadsmuseum).

## Afbeeldingen

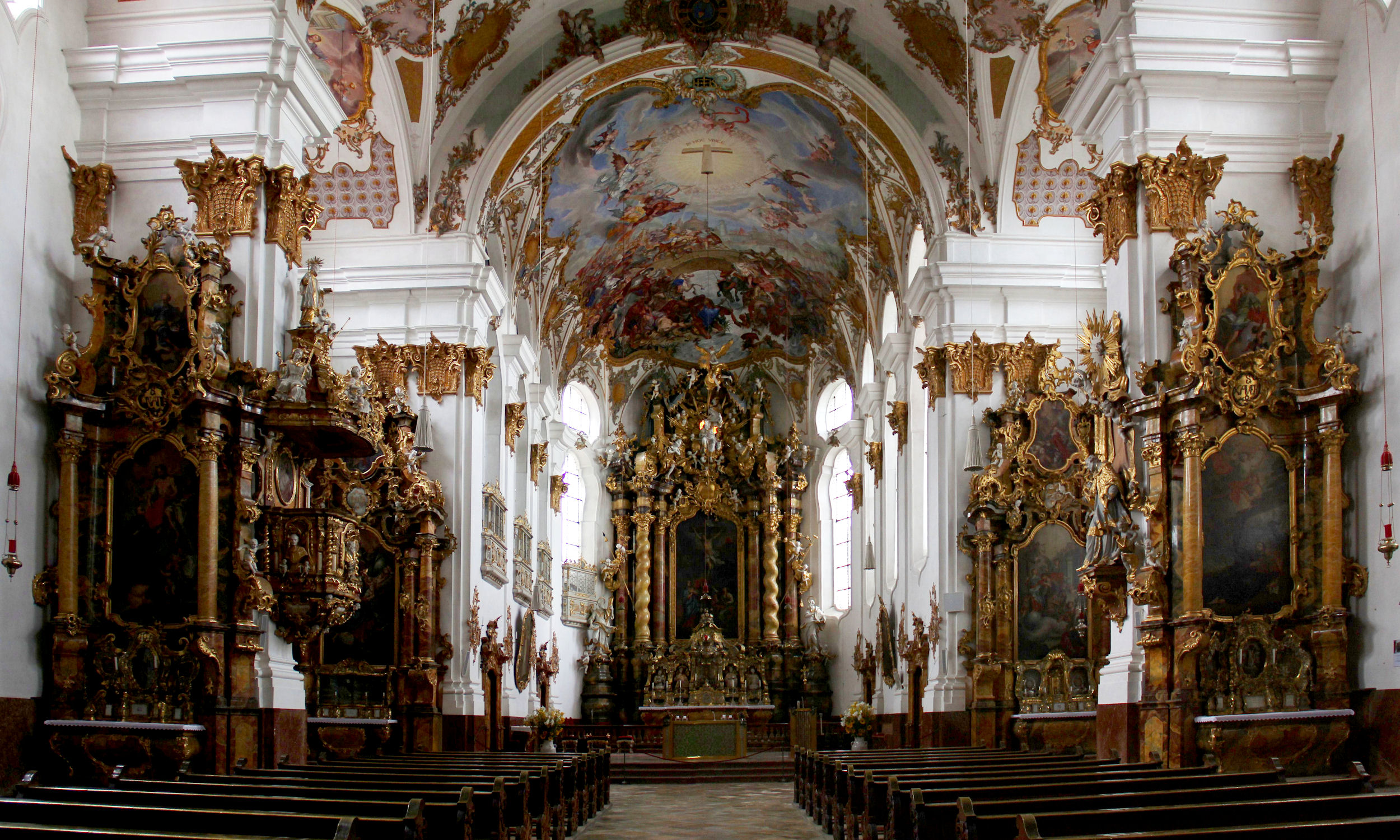
Interieur
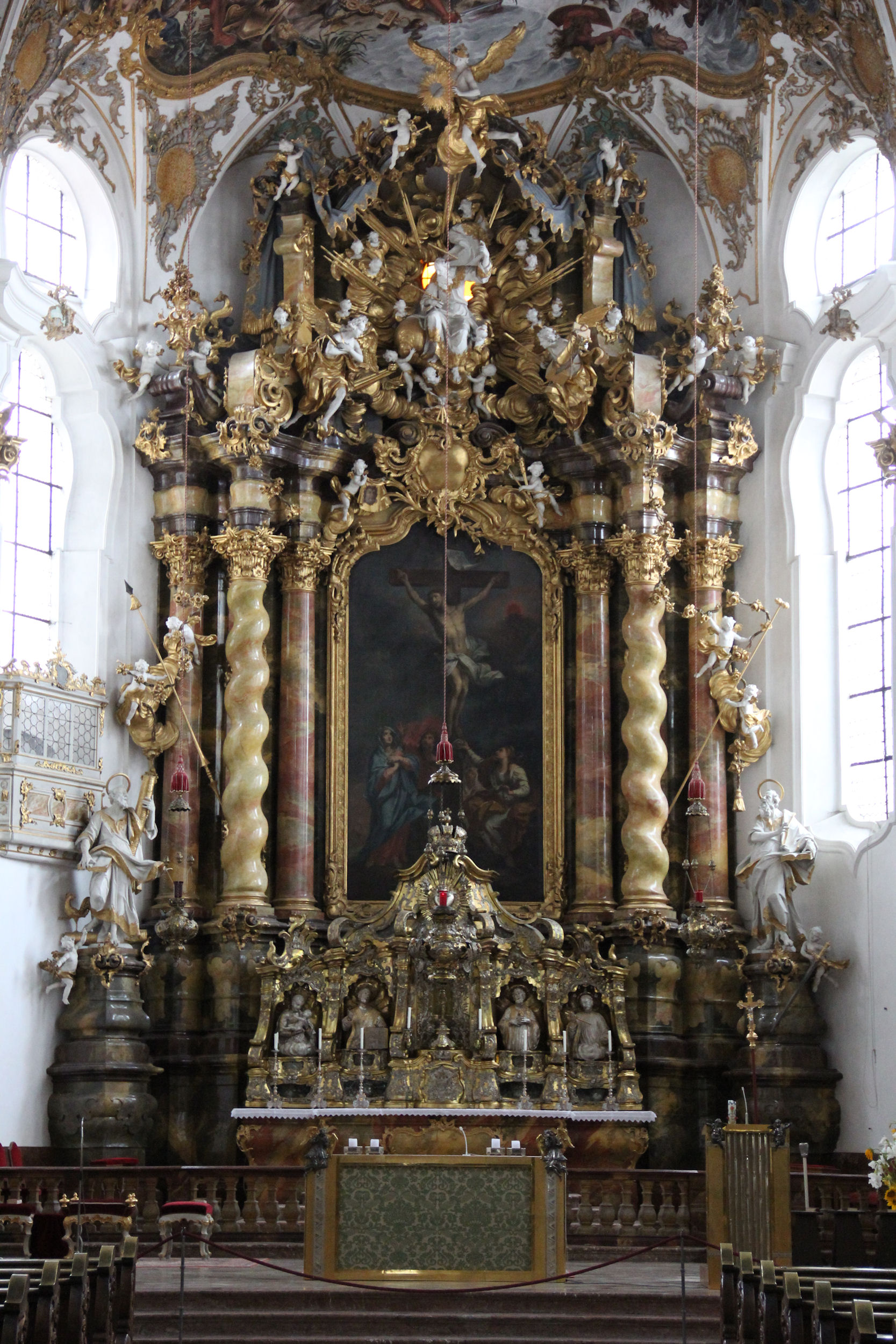
Hoofdaltaar
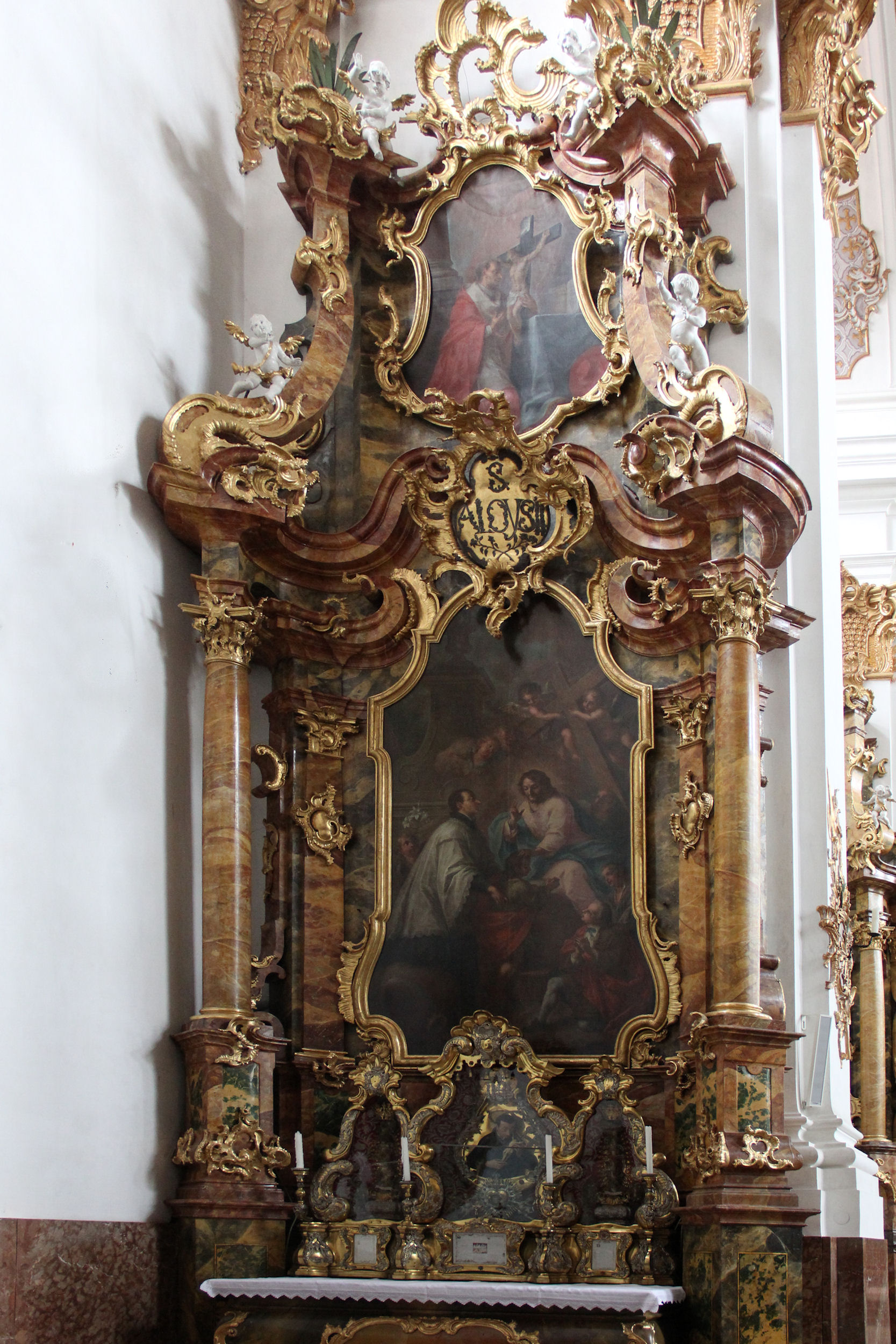
Aloysius-altaar
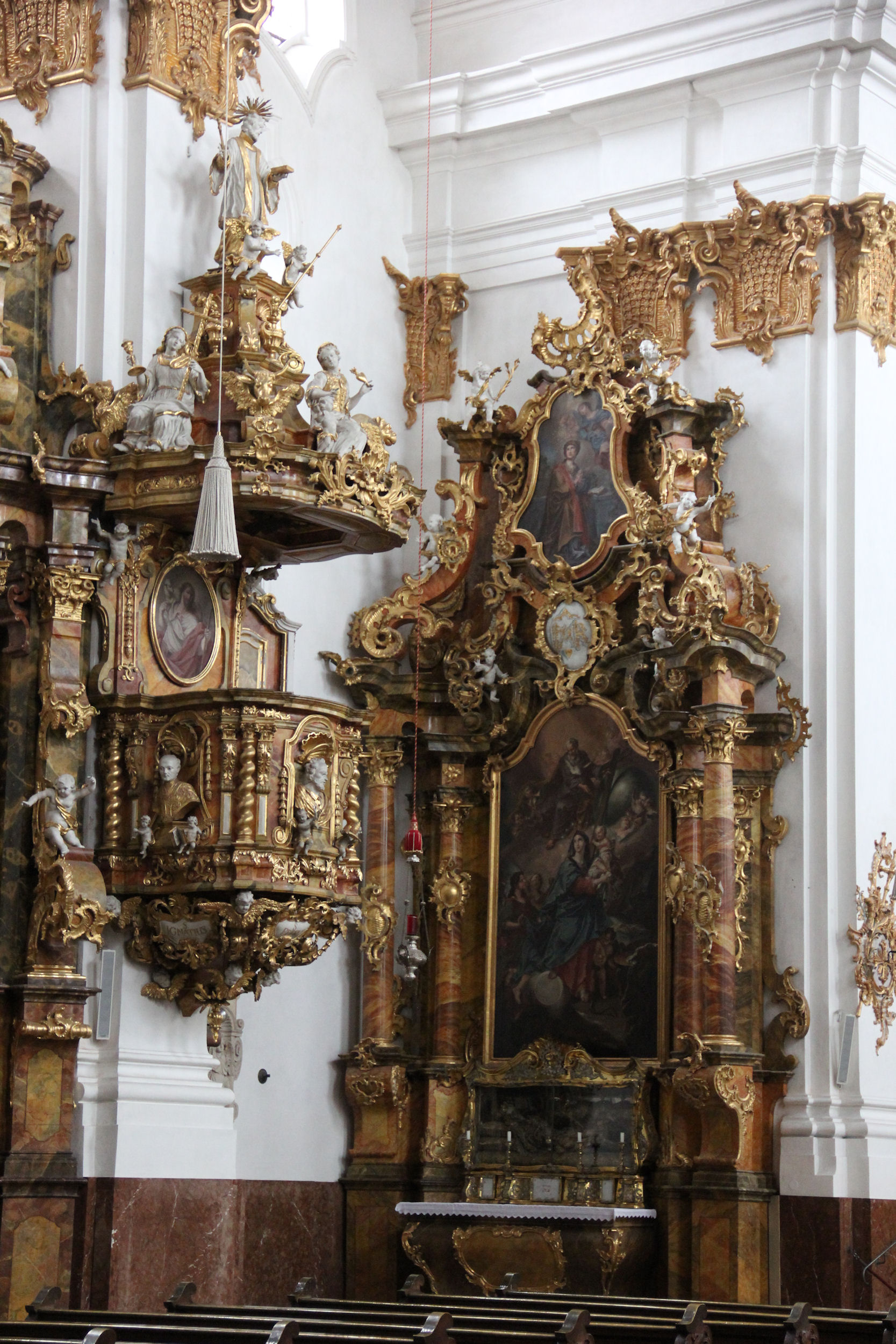
Preekstoel